# Бессребреник

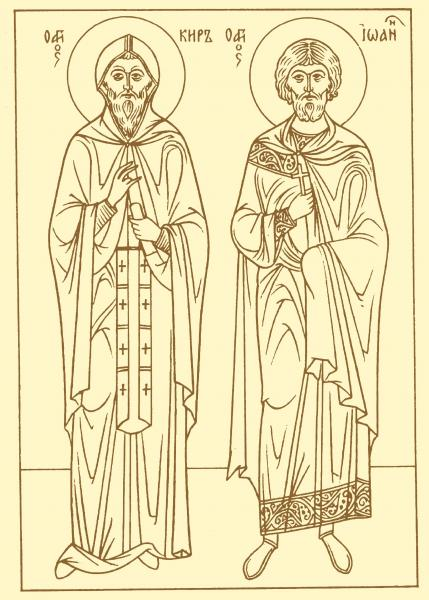
Кир и Иоанн

Бессре́бреник (др.-греч. ἀνάργυροι) — лик святых в Православной церкви, особо прославившихся своим бескорыстием, нестяжательством, отказом от богатства, щедростью ради своей христианской веры. Представление о добродетели бессребреничества, присущей святости, основывается на бессребреничестве Иисуса Христа. В православии бессребрениками именуются святые врачи, целители, которые не брали платы за исцеление больных, как то: Косма и Дамиан, Кир и Иоанн, Пантелеимон и Ермолай, и другие.